# 情報セキュリティ (企業)
情報セキュリティ株式会社（英: Information Security Inc.）とは、兵庫県神戸市に本社を置く日本の情報通信企業。
官公庁や企業向けセキュリティソリューションサービスを提供する。略称はiSEC（アイセック）。

## 概要
情報技術分野でのコンサルティング、セキュリティ対策ポリシー策定・運用・監査、セキュリティ製品開発、フォレンジック等セキュリティ事象の高度解析、NOC・SOC（ネットワーク運用・ログ解析・マルウエア解析）などのサービスを提供する。

## 事業内容
セキュリティソリューション
- i-Cybertech アセスメントサービス
- i-Cybertech 脆弱性診断サービス

セキュリティオペレーション
- i-Cybertech SOCサービス（IT・OT）
- 脅威インテリジェンスサービス

サイバートレーニング
- i-Cybertech サイバートレーニングサービス

## 沿革
- 2006年12月 情報セキュリティ事業開始
- 2014年 9月 情報セキュリティを主とした専門法人 現会社設立
- 2015年 4月 セキュリティオペレーション事業開始
- 2015年 5月 神戸本社 ISO27001認証取得
- 2015年 7月 セキュリティ診断事業開始
- 2015年11月 神戸本社 ISO9001認証取得
- 2016年 8月 セキュリティトレーニング事業開始
- 2017年 4月 自治体セキュリティクラウド運用開始
- 2018年 1月 神戸本社 ISO9001認証取りやめ
- 2018年 3月 「MENDEL」取り扱い開始
- 2018年 6月 OTセキュリティ事業開始
- 2018年 9月　セキュリティアセスメント事業開始
- 2019年 4月 「iSEC-SIRT」（社内CSIRT組織）立ち上げ
- 2020年 4月 自社製品「i-Auditor Platform」販売開始

## 事業所
- 本社：神戸市中央区東川崎町1-3-3 神戸ハーバーランドセンタービル13・18階

## 主要関連会社
パートナー
- NECネッツエスアイ株式会社
- 株式会社テリロジー
- キヤノンITソリューションズ株式会社

ディストリビューター/リセラー
- Ekran System
- GREYCORTEX s.r.o
- パロアルトネットワークス
- 株式会社パイオリンク

## 加盟団体
協議会
- サイバーセキュリティ協議会（内閣サイバーセキュリティセンター）
- 日本シーサート協議会（NCA）
- 日本セキュリティオペレーション事業者協議会（ISOG-J）
- クラウドセキュリティ推進協議会（JCISPA）
- 日本カード情報セキュリティ協議会（JCDSC）

協会
- 特定非営利活動法人 日本ネットワークセキュリティ協会 (JNSA)
- 特定非営利活動法人 日本セキュリティ監査協会（JASA）

商工会議所
- 日本イスラエル商工会議所（JICC）

その他
- 一般財団法人関西情報センター（KIIS）

## 表彰
- ひょうご中小企業技術・経営力評価制度　優良企業
- ひょうごクリエイティブビジネスグランプリ　優秀賞

## 研究調査
高等教育機関との共同研究
- 神戸大学（工学研究科・森井昌克教授）との共同研究[1]